# Helene Biström
Héléne Margaretha Elisabeth Biström, född 2 oktober 1962, är en svensk företagsledare.  

## Biografi
Biström studerade vid Kungliga Tekniska Högskolan (KTH) och tog masterexamen i maskinteknik 1993, efter 3,5 år (normal takt 4,5 år).
Helene Biström var anställd vid Vattenfall åren 1983–2010 på olika befattningar, som medlem av koncernledningen från 2008 och vice vd från 2009 med ansvar för Vattenfalls samlade verksamhet inom kärnkraft, vindkraft, engineering och affärsutveckling.
År 2008 blev hon av tidningen Veckans Affärer utnämnd till Näringslivets mäktigaste kvinna.
Hon har tidigare varit VD för Infranord, VD på Norrenergi (2011–2014) och vice VD för Vattenfall Norden. Hon har varit styrelseordförande för Sveaskog och bland annat styrelseledamot på KTH.
Hon är från april 2019 chef för division Paper på Billerud Korsnäs, där hon också blev en del av bolagets koncernledning.
Den 1 september 2021 tillträdde Helene Biström som ny chef för affärsområde Wind på Vattenfall AB och blev då även medlem i koncernledningen.